# Parvicardium hauniense
Parvicardium hauniense är en musselart som först beskrevs av Høpner Petersen och Russell 1971.  Parvicardium hauniense ingår i släktet Parvicardium och familjen hjärtmusslor. Enligt den svenska rödlistan är arten sårbar i Sverige. Arten förekommer i Götaland. Artens livsmiljö är havet, brackvattenmiljöer. Inga underarter finns listade i Catalogue of Life.